# チャド&ジェレミー
チャド＆ジェレミー（Chad & Jeremy、昭和時代はチャドとジェレミー、若しくはチャッドとジェレミー）は、チャド・スチュアートとジェレミー・クライドからなるイングランドの音楽デュオ。

## 概要
1962年に活動を開始し、「イエスタデイズ・ゴーン」（1963年）によってイギリスで最初のヒット曲を生み出した。その歌はブリティッシュ・インヴェイジョンの一環として、翌年にアメリカでヒットした。同世代のロック・ミュージックのサウンドとは異なり、チャド&ジェレミーは、静かでささやくようなボーカルが特徴の、ソフトなフォーク調のスタイルで演奏した。このデュオは、「柳よ泣いておくれ」、「ビフォア・アンド・アフター」、最大のヒット曲「そよ風のキッス」など、アメリカで一連のヒットを記録した。いくつかの商業的失敗と個人的な方向性の相違の後、チャド&ジェレミーは1968年に解散した。
チャド・スチュアートは音楽業界で働き続け、ジェレミー・クライドは映画と舞台の俳優になった。1980年代初頭、デュオは再会して新しいアルバムをレコーディングし、複数のバンドによるブリティッシュ・インベイジョン・ノスタルジア・ツアーを含むコンサートを行った。長い別離期間の後、2000年代初頭にチャドとジェレミーは再び活動を始め、半定期的なツアーのスケジュールを何年にもわたって発展させた。スチュアートは2016年に引退し、2020年12月20日に亡くなったが、クライドはソロ・アーティストとしてツアーとレコーディングを続けている。

## ディスコグラフィ

### スタジオ・アルバム
- 『シング・フォー・ユー』 - Yesterday's Gone (1964年) ※イギリス盤タイトル Chad & Jeremy Sing For You (1965年)
- 『セカンドアルバム』 - Chad & Jeremy Sing for You (1965年) ※イギリス盤タイトル Second Album (1966年)
- 『ビフォー・アンド・アフター』 - Before and After (1965年)
- 『アイ・ドント・ウォナ・ルーズ・ユー・ベイビー』 - I Don't Want to Lose You Baby (1965年)
- 『遠い渚』 - Distant Shores (1966年) ※旧邦題『ディスタント・ショアーズ』
- 『キャベツと王様』 - Of Cabbages and Kings (1967年)
- 『ジ・アーク』 - The Ark (1968年) ※旧邦題『ノアの箱舟』
- 3 in the Attic (1968年)
- Chad Stuart & Jeremy Clyde (1983年)
- Ark-eology (2008年)
- Fifty Years On (2010年)

### ライブ・アルバム
- In Concert (The Official Bootleg) (2002年)

### コンピレーション・アルバム
- The Best of Chad & Jeremy (1966年)
- More Chad & Jeremy (1966年年)
- The Best of Chad & Jeremy (1990年)
- 『ペインテッド・デイグロウ・スマイル (コレクション)』 - Painted Dayglow Smile (A Collection) (1992年)
- The Very Best of Chad & Jeremy (2000年)
- Now and Forever (2007年)
- 『イエスタディズ・ゴーン: コンプリート・エンバー・アンド・ワールド・アーチスト』 - Yesterday's Gone: The Complete Ember & World Artists Recordings (2016年)